# 利尻町
利尻町（りしりちょう）は、北海道最北の宗谷地方、利尻島にある町。
町名の由来は、アイヌ語で「リ・シㇼ（ri-sir）」（高い・島）から。

## 地理
宗谷地方西部の日本海上にある利尻島西部に位置する。地勢は険しく、山と海にはさまれた海岸に集落が点在。北部の沓形（くつがた）、南部の仙法志が主要な集落。
- 山: 利尻山（利尻富士）（1721m）
- 河川:
- 湖沼:
- 島:
- 岬: 沓形岬

### 隣接している自治体
- 宗谷総合振興局 : 利尻富士町

以下の市町村は隣接していないが、フェリー航路により関係が深い。
- 宗谷総合振興局 : 稚内市、礼文町

### 気候
海に囲まれているため夏冬の気温の格差は小さい。夏は30度に達する日は稀で、冬は最低でも-10度程度。風が強く、年平均風速は5m以上。
| 沓形（1991 - 2020）の気候 | 沓形（1991 - 2020）の気候 | 沓形（1991 - 2020）の気候 | 沓形（1991 - 2020）の気候 | 沓形（1991 - 2020）の気候 | 沓形（1991 - 2020）の気候 | 沓形（1991 - 2020）の気候 | 沓形（1991 - 2020）の気候 | 沓形（1991 - 2020）の気候 | 沓形（1991 - 2020）の気候 | 沓形（1991 - 2020）の気候 | 沓形（1991 - 2020）の気候 | 沓形（1991 - 2020）の気候 | 沓形（1991 - 2020）の気候 |
| 月                        | 1月                       | 2月                       | 3月                       | 4月                       | 5月                       | 6月                       | 7月                       | 8月                       | 9月                       | 10月                      | 11月                      | 12月                      | 年                        |
| ------------------------- | ------------------------- | ------------------------- | ------------------------- | ------------------------- | ------------------------- | ------------------------- | ------------------------- | ------------------------- | ------------------------- | ------------------------- | ------------------------- | ------------------------- | ------------------------- |
| 最高気温記録 °C （°F）    | 7.3 (45.1)                | 8.0 (46.4)                | 12.4 (54.3)               | 20.6 (69.1)               | 23.8 (74.8)               | 28.6 (83.5)               | 31.9 (89.4)               | 32.5 (90.5)               | 30.4 (86.7)               | 21.8 (71.2)               | 16.7 (62.1)               | 12.1 (53.8)               | 32.5 (90.5)               |
| 平均最高気温 °C （°F）    | −1.8 (28.8)               | −1.4 (29.5)               | 2.1 (35.8)                | 7.6 (45.7)                | 13.2 (55.8)               | 17.3 (63.1)               | 21.4 (70.5)               | 23.1 (73.6)               | 20.6 (69.1)               | 14.4 (57.9)               | 6.7 (44.1)                | 0.5 (32.9)                | 10.3 (50.5)               |
| 日平均気温 °C （°F）      | −4.0 (24.8)               | −3.8 (25.2)               | −0.3 (31.5)               | 4.6 (40.3)                | 9.6 (49.3)                | 13.7 (56.7)               | 18.0 (64.4)               | 19.9 (67.8)               | 17.3 (63.1)               | 11.5 (52.7)               | 4.0 (39.2)                | −1.8 (28.8)               | 7.4 (45.3)                |
| 平均最低気温 °C （°F）    | −6.4 (20.5)               | −6.5 (20.3)               | −3.2 (26.2)               | 1.4 (34.5)                | 6.1 (43)                  | 10.4 (50.7)               | 14.9 (58.8)               | 16.6 (61.9)               | 13.5 (56.3)               | 8.0 (46.4)                | 1.2 (34.2)                | −4.2 (24.4)               | 4.3 (39.7)                |
| 最低気温記録 °C （°F）    | −15.7 (3.7)               | −16.9 (1.6)               | −14.0 (6.8)               | −6.4 (20.5)               | −1.8 (28.8)               | 1.3 (34.3)                | 5.5 (41.9)                | 8.8 (47.8)                | 5.4 (41.7)                | −0.7 (30.7)               | −10.5 (13.1)              | −12.3 (9.9)               | −16.9 (1.6)               |
| 降水量 mm （inch）        | 46.4 (1.827)              | 33.3 (1.311)              | 34.8 (1.37)               | 41.2 (1.622)              | 68.4 (2.693)              | 62.1 (2.445)              | 93.8 (3.693)              | 118.2 (4.654)             | 117.9 (4.642)             | 117.5 (4.626)             | 106.5 (4.193)             | 72.6 (2.858)              | 916.2 (36.071)            |
| 平均降水日数 （≥1.0 mm）  | 13.9                      | 11.2                      | 9.0                       | 8.5                       | 9.3                       | 8.6                       | 8.6                       | 9.1                       | 11.0                      | 13.3                      | 13.0                      | 13.8                      | 128.7                     |
| 平均月間日照時間          | 42.5                      | 74.3                      | 133.1                     | 173.0                     | 184.3                     | 153.4                     | 152.5                     | 162.0                     | 175.1                     | 137.7                     | 65.8                      | 37.8                      | 1,492.5                   |
| 出典1：気象庁             |                           |                           |                           |                           |                           |                           |                           |                           |                           |                           |                           |                           |                           |
| 出典2：気象庁             |                           |                           |                           |                           |                           |                           |                           |                           |                           |                           |                           |                           |                           |

## 歴史
- 白亜紀、旧石器時代から栄える。
- 江戸時代は松前藩によってリイシリ場所が開かれていた。
- 1669年（寛文9年）松前藩の交易船が寄港した際には、300人ほどのアイヌが居住していた。
- 1808年（文化4年）　ロシアによる利尻島襲撃事件（文化露寇、フヴォストフ事件）。幕府の天領となる。
- 1848年（嘉永元年）日本初のネイティブ英語教師となったラナルド・マクドナルドが上陸した。
- 1899年(明治32年) 沓形村戸長役場が開庁する。
- 1900年 仙法志村戸長役場が開庁する。
- 1902年 沓形村と仙法志村に、二級町村制が施行される。
- 1924年(大正13年) 沓形村に一級町村制が施行される。
- 1949年 沓形村が町制施行される。
- 1956年（昭和31年）9月15日、沓形町と仙法志村が合併、利尻町となる。
- 1964年（昭和39年）5月15日 旧沓形村市街地で大火。226戸が焼失。住民は一時、船で沖合に避難した[3][4]
- 1999年(平成11年) 利尻町開基100年記念式典が行われる。

## 行政
- 北海道稚内保健所（宗谷総合振興局）利尻地域保健支所
- 北海道稚内建設管理部　利尻出張所

## 財政

### 平成22年度決算による財政状況
- 住基人口 2,438人
- 標準財政規模 24億6,556万3千円
- 財政力指数 0.10 （類似団体平均0.17）～非常に悪い
- 経常収支比率 84.4% (類似団体平均77.7%）～類似団体を上回っているが、財政の弾力性が高まっている
- 実質収支比率 3.8%(類似団体平均6.2%）
- 実質単年度収支 7,757万8千円～標準財政規模の3.1%の黒字額
- 地方債現在高 49億9,822万8千円（人口1人当たり205万135円）
- 普通会計歳入合計 64億6,405万9千円
  - 地方税 2億909万2千円（構成比 3.2%）
  - 地方交付税 23億8,937万9千円（構成比 37.0%）
  - 地方債 4億2,636万2千円（構成比 6.6%）
- 普通会計歳出合計 63億6,574万9千円
  - 人件費 4億8,026万7千円（構成比 7.5%）
    - うち職員給 3億201万1千円（構成比 4.7%）

  - 扶助費 9,739万9千円（構成比 1.5%）
  - 公債費 9億2,502万6千円（構成比 14.5%）

基金の状況
- 1財政調整基金 1億7,993万2千円
- 2減債基金 7,087万3千円
- 3その他特定目的基金 1億9,475万9千円
合計 4億4,556万4千円（人口1人当たり18万2,758円）

定員管理の適正度（平成22年度）
- 人口1,000人当たり職員数 24.61人（類似団体平均19.37人）～人口に比べて職員数がやや過剰である：類似団体平均の1.3倍
- 一般職員57人 （うち技能系労務職2人）、教育公務員1人、消防職員0人、臨時職員2人 一般職員等合計 60人
- ラスパイレス指数 92.9 （道内市町村平均96.6）～北海道で26番目に低い。
- 参考 
  - 一般職員等（60人）一人当たり給料月額 29万5,700円 （職員手当を含まない）
  - 職員給（給料＋手当）÷一般職員等（60人）＝503万4千円～給料月額の17.0か月分

### 健全化判断比率・資金不足比率（平成23年度決算～確報値）
健全化判断比率
- 実質赤字比率 －%（黒字のため比率が算定されず）
- 連結実質赤字比率 －%（黒字のため比率が算定されず）
- 実質公債費比率 18.9%
- 将来負担比率 86.2%

資金不足比率
- （全公営企業会計で資金不足額がなく、比率が算定されず）

※　平成20年度（1年間）、 実質公債費比率（ピーク時26.2%）で財政健全化団体となった。

## 経済

### 産業
漁業、観光が盛ん。夏季は多くの観光客が訪れる。
漁業はかつてニシン漁で栄えたが資源枯渇により衰退、現在は「利尻昆布」養殖やウニなどの近海漁業が中心

### 漁協
- 利尻漁業協同組合　沓形支所
- 利尻漁業協同組合　仙法志支所

### 金融機関
- 稚内信用金庫利尻支店

### 郵便局
- 利尻くつがた郵便局（集配局）
- 仙法志郵便局
- 新湊郵便局

### コンビニ
- セイコーマート 沓形店

## 公共機関

### 警察
- 北海道警察 旭川方面本部 稚内警察署
  - 沓形駐在所
  - 仙法志駐在所

### 消防
- 利尻礼文消防事務組合消防本部
  - 消防署

## 地域

### 人口
| |                                        |  |
| 利尻町と全国の年齢別人口分布（2005年） | 利尻町の年齢・男女別人口分布（2005年） |  |
| ■紫色 ― 利尻町 ■緑色 ― 日本全国 | ■青色 ― 男性 ■赤色 ― 女性              |  |
| 利尻町（に相当する地域）の人口の推移 \| 1970年（昭和45年） \| 7,553人 \| \| \| 1975年（昭和50年） \| 6,485人 \| \| \| 1980年（昭和55年） \| 5,828人 \| \| \| 1985年（昭和60年） \| 5,352人 \| \| \| 1990年（平成2年） \| 4,714人 \| \| \| 1995年（平成7年） \| 4,104人 \| \| \| 2000年（平成12年） \| 3,417人 \| \| \| 2005年（平成17年） \| 2,951人 \| \| \| 2010年（平成22年） \| 2,590人 \| \| \| 2015年（平成27年） \| 2,303人 \| \| \| 2020年（令和2年） \| 2,004人 \| \| |                                        |  |
| 総務省統計局 国勢調査より |                                        |  |
| 1970年（昭和45年） | 7,553人                                |  |
| 1975年（昭和50年） | 6,485人                                |  |
| 1980年（昭和55年） | 5,828人                                |  |
| 1985年（昭和60年） | 5,352人                                |  |
| 1990年（平成2年） | 4,714人                                |  |
| 1995年（平成7年） | 4,104人                                |  |
| 2000年（平成12年） | 3,417人                                |  |
| 2005年（平成17年） | 2,951人                                |  |
| 2010年（平成22年） | 2,590人                                |  |
| 2015年（平成27年） | 2,303人                                |  |
| 2020年（令和2年） | 2,004人                                |  |

### 教育
- 高等学校
  - 道立高等学校
    - 利尻高等学校
- 中学校
  - 利尻町立利尻中学校
  - 利尻町立沓形中学校（閉校）
  - 利尻町立仙法志中学校（閉校）
- 小学校
  - 利尻町立沓形小学校
  - 利尻町立仙法志小学校
  - 利尻町立新湊小学校（閉校）

### 医療
- 利尻島国保中央病院

## 交通

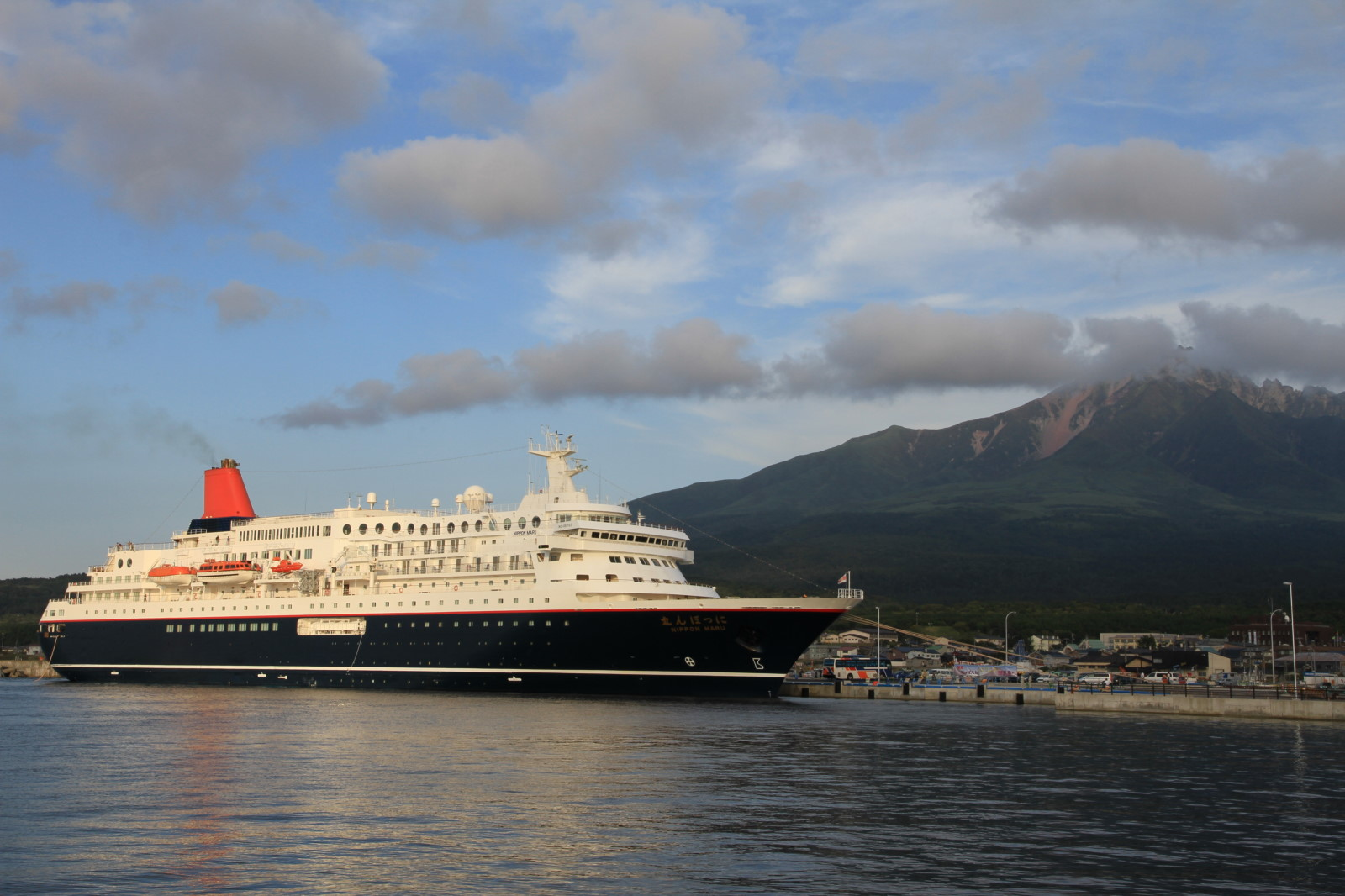
沓形港に入港したにっぽん丸(2010年9月)

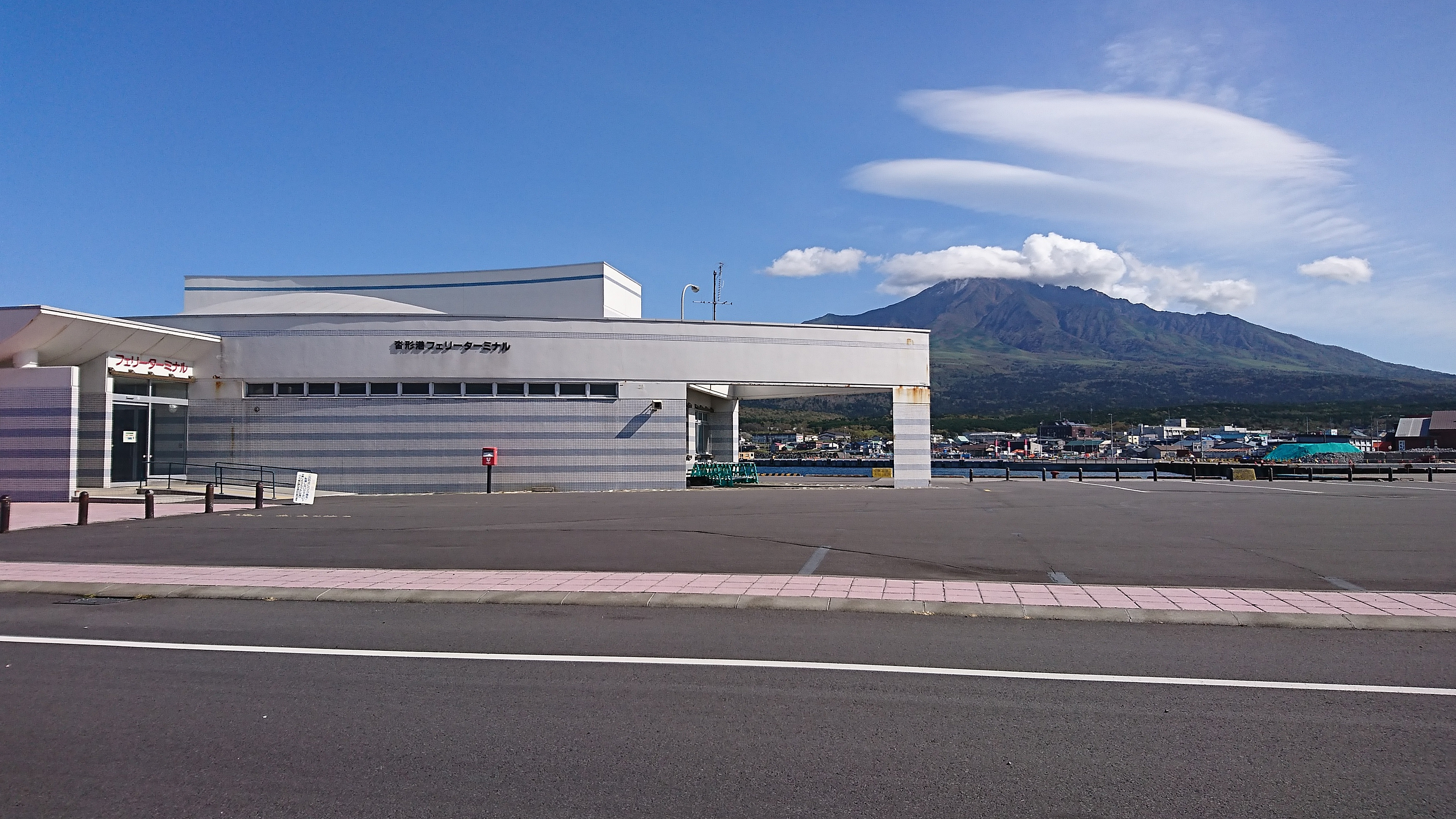
沓形港フェリーターミナル

### 空港
- 利尻空港（利尻富士町）
  - 日本航空（JAL）[5]
    - 丘珠空港

  - 全日本空輸（ANA）[6]
    - 新千歳空港（6月～9月のみ運航）

### 船舶
沓形港
- ハートランドフェリー（旧 東日本海フェリー）
  - 香深港（礼文町）：5月～9月運航
- グラスボート利尻
  - 海底探勝船：5月中旬～9月中旬運航

### 路線バス
- 宗谷バス

### タクシー
- りしりハイヤー（沓形地区）

### 道路
- 都道府県道
  - 北海道道105号利尻富士利尻線
  - 北海道道108号沓形仙法志鴛泊線
  - 北海道道303号沓形港線
  - 北海道道1076号利尻富士利尻自転車道線

## 名所・旧跡・観光スポット・祭事・催事

### 文化財
- 亦稚貝塚出土の遺物 - 道指定有形文化財、利尻町立博物館蔵
- 利尻島のチシマザクラ自生地 - 道指定天然記念物
- 亦稚貝塚出土の遺物（道指定外） - 町が指定した有形の文化財
- 会津藩士の墓 - 町が指定した史跡

### 祭事
- 仙法志神社例大祭（6月20日～22日）
- 長浜神社麒麟（きりん）獅子舞(6月21日)
- 北見富士神社例大祭「沓形地区」（6月24日～26日）
- りしり浮島まつり「沓形会場」（8月5日）・「仙法志会場」（8月6日）
- 飲むべや喰うべやフェスティバル「沓形地区」（8月）

### 観光
- 利尻礼文サロベツ国立公園
- 利尻町立博物館

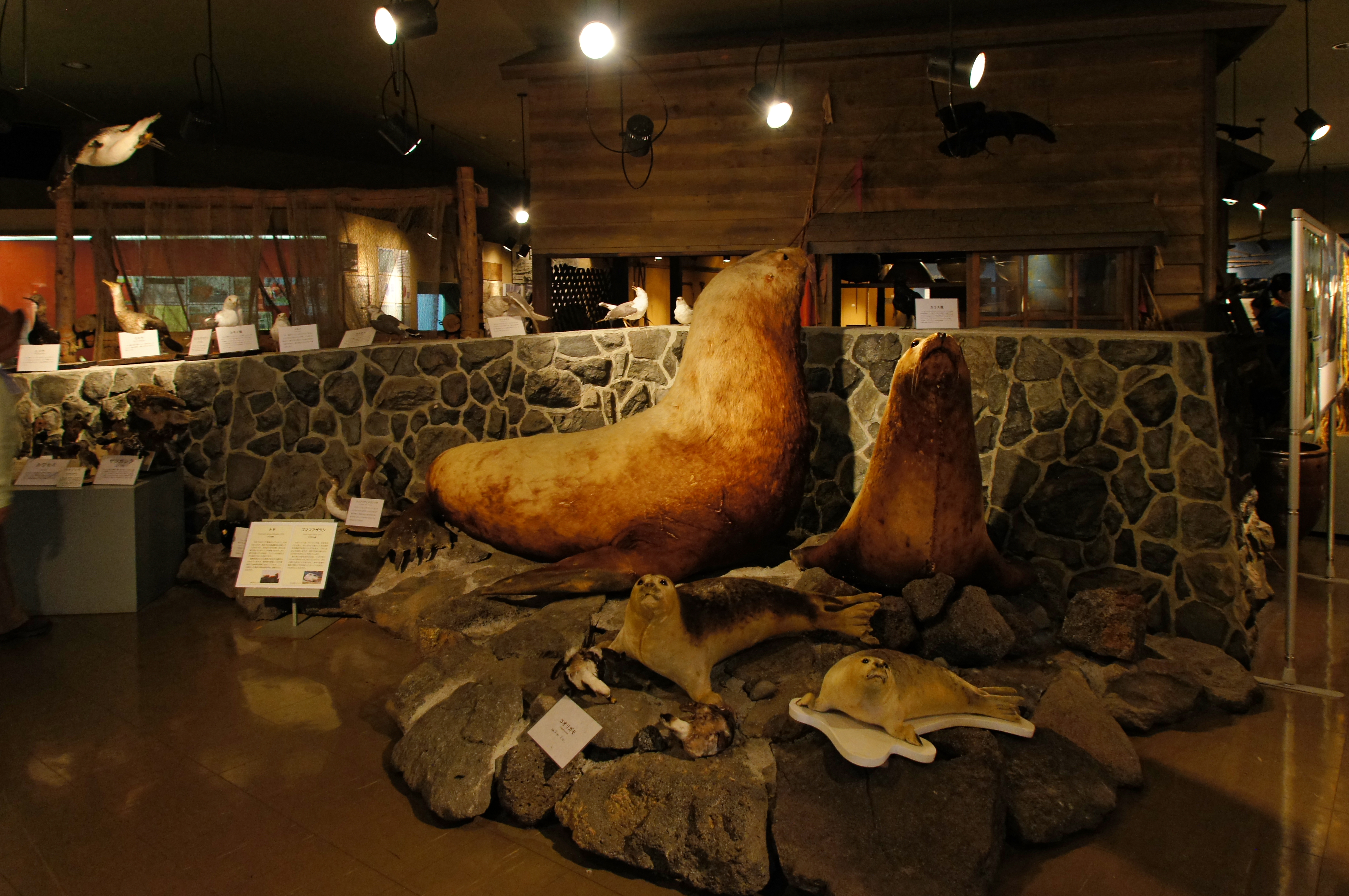
利尻町立博物館

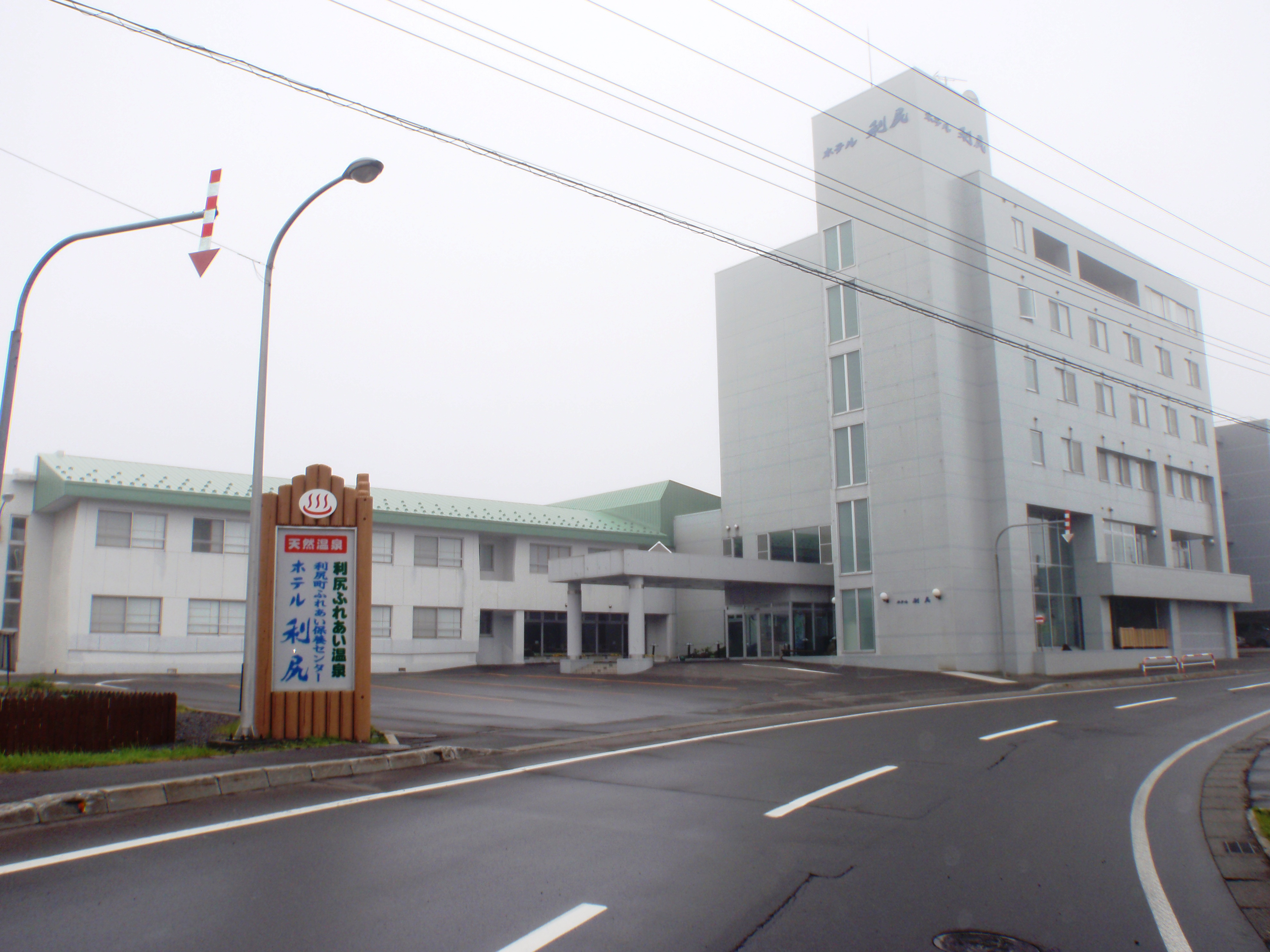
利尻ふれあい温泉とホテル利尻

- 利尻富士 （利尻山1,721M 高山植物が群生、夏季は登山者が多く訪れる）
- 沓形岬公園
- 見返台園地
- 仙法志御崎公園（ゴマフアザラシが見られる）
- 麗峰湧水
- 北のいつくしま弁天宮
- 寝熊の岩、人面岩
- 利尻ふれあい温泉「ふれあいの足湯」
- 利尻町森林公園キャンプ場

## 出身有名人
- 荒木俊夫（政治学者、元北海道大学教授）
- 伊藤誠一（弁護士、元日本弁護士連合会副会長、元北海道大学特任教授）
- 時雨音羽（作詞家）
- 伊東秀仁（元フィギュアスケート選手。現日本スケート連盟フィギュア強化部長）
- 太田絢子（歌人）